# SBIリスタ少額短期保険
SBIリスタ少額短期保険株式会社（SBIリスタしょうがくたんきほけん）は、少額短期保険制度における日本の保険会社。

## 概要
2006年4月の保険業法改正時に創設された少額短期保険制度において、第1号として登録された日本の保険会社。
「地震保険」以外では唯一となる住宅向け地震補償を専門的に開発、販売している。
2012年にSBIグループ入りし、商号変更した。

## 「住宅向け地震補償」開発の背景
1995年の阪神・淡路大震災以降、日本列島は地震の活動期に入ったといわれており、「地震はいつどこで起こってもおかしくない」と政府の中央防災会議で決定されている。
一方、被災時の公的支援は被災者生活再建支援法での最大300万円の給付に限られ、個人が自ら備える「自助」の意識向上が求められている。
代表的な「自助」の手段である地震保険では火災保険の補償額の50％までしか補償されず、十分な備えができているとはいえない状況であり、地震保険を補完する補償が求められている。

## 保険商品

### 地震費用保険「リスタ」
正式名称は「地震被災者のため生活再建費用保険」。地震保険では不足する地震補償を上乗せできる保険。地震で住宅被害を受けた人の生活再建に必要な費用を補償する。「地震保険」と異なり、火災保険に加入していなくても地震の被害を補償する。

### 「地震補償付き住宅」制度
地震費用保険「リスタ」をビルダー、工務店が契約者となり、施主を被保険者として住宅に地震補償を提供する制度。住宅業界の保証制度のうち、瑕疵担保保険、地盤保証、完成保証につぐ保証として活用されている。

### 「地震あんしんビジネスパック」
正式名称は「地震被災者のための生活支援費用保険」。法人（個人事業主含む）が契約者となり、法人の従業員などが福利厚生制度として補償を受ける。

## 沿革
- 2006年（平成18年）
  - 4月 - 損害保険会社と都市銀行出身の7名が東京都新宿区で、前身となる会社「日本震災パートナーズ」を設立する。
  - 10月 - 少額短期保険業の第1号として登録される（関東財務局長（少額短期保険）第1号）。
  - 12月 - 本社を東京都千代田区に移転。個人向けに「地震費用保険リスタ」の販売を開始する。
- 2007年（平成19年）9月 - ビルダー、工務店向けに「地震補償付き住宅」制度の発売を開始する。
- 2008年（平成20年）
  - 8月 - 法人向け「地震あんしんビジネスパック」の発売を開始する。
  - 10月 - 本社を東京都新宿区に移転。
- 2012年（平成24年）
  - 3月 - SBIホールディングスが83.1%の株式を取得し、同社の子会社となる。
  - 6月 - SBI少額短期保険株式会社に商号変更。
- 2016年（平成28年）11月 - SBIリスタ少額短期保険株式会社に社名変更。

## 理念
- 地震専門保険の先駆者として、社会からの期待と信頼にこたえる。
- 社員一人ひとりの知的創造力を尊重した、笑顔の絶えない理想的な職場を創る。
- お客様の笑顔のために、ニーズに基づいたわかりやすい商品と、プロフェッショナルなサービスを提供する。
- スピード感あふれる効率経営で、株主価値を最大化する。